# خالد الجهني (لاعب كرة قدم)
خالد الجهني مولود في المدينة المنورة، السعودية، هو لاعب كرة قدم سعودي .
مثل نادي الأنصار في الفئات السنية و ذهب إلى نيوزيلندا من أجل الدراسة و احترف هناك في الدرجة الثانية في نادي ميترو اف سي النيوزلندي.